# گروه کربن
| گروه →    | ۱۴     |
| ↓ دوره    |        |
| --------- | ------ |
| ۲کربن     | 6 C    |
| ۳سیلیسیوم | 14 Si  |
| ۴ژرمانیوم | 32 Ge  |
| ۵قلع      | 50 Sn  |
| ۶سرب      | 82 Pb  |
| ۷ فلروویم | 114 Fl |

گروه کربن یکی از گروه‌های جدول تناوبی عناصر است که شامل کربن (C)، سیلیسیم (Si)، ژرمانیم (Ge)، قلع (Sn)، سرب (Pb) و فلروویم (Fl) است. تمامی عناصر این گروه در حالت عادی جامد هستند. علت نام‌گذاری این گروه به این اسم به‌خاطر شباهت زیاد این عناصر به یکدیگر و مخصوصاً به عنصر کربن است. بعضی از عناصر این گروه، به فلزات شبیه هستند و بعضی کاملاً با فلزات متفاوت هستند. قلع و سرب فلز هستند. در کل می‌توان گفت تقریباً عناصر این گروه فراوان هستند.